# Такасіма (Сіґа)

Такаші́ма (яп. 高島市, たかしまし, МФА: [takaɕima ɕi̥]?) — місто в Японії, в префектурі Сіґа. Розташоване в північно-західній частині префектури, на північно-західному березі озера Біва.   Виникло на основі постоялих містечок і сільських поселень раннього нового часу. Отримало статус міста 2005 року. Площа становить 693,00 км². Станом на 1 серпня 2011 року населення складало 51 416  осіб, густота населення — 74,2 осіб/км².  Основою економіки є сільське господарство, рибальство, харчова промисловість, комерція.  В місті розташовані численні синтоїстські святилища, буддистські монастирі, гірськолижні курорти. Відоме в Японії весняними пейзажами сакури та гірськими ліліями.

## Історія
Засноване 1 січня 2005 року шляхом об'єднання населених пунктів повіту Такасіма — містечок Адоґава, Імадзу, Такасіма, Сін-Асахі, Макіно та села Тотіґі.